# أوتو لارسن
أوتو لارسن (بالدنماركية: Otto Larsen)‏ (5 أبريل 1893 - 23 يوليو 1969) هو لاعب كرة قدم دانمركي في مركز الوسط. شارك مع منتخب الدنمارك لكرة القدم. أما مع النوادي، فقد لعب مع نادي فريماد أماغر وبولدكلوبن فرم.

## وصلات خارجية
- أوتو لارسن على موقع قاعدة بيانات كرة القدم.إي يو (الإنجليزية)